# Ossiculum aurantiacum
Espèce
Statut de conservation UICN

 EN  : En danger
Ossiculum aurantiacum P.J.Cribb & Laan. est l'unique espèce du genre monotypique Ossiculum, de plante de la famille Orchidaceae. Elle est endémique au Cameroun, et très rare. 

## Description

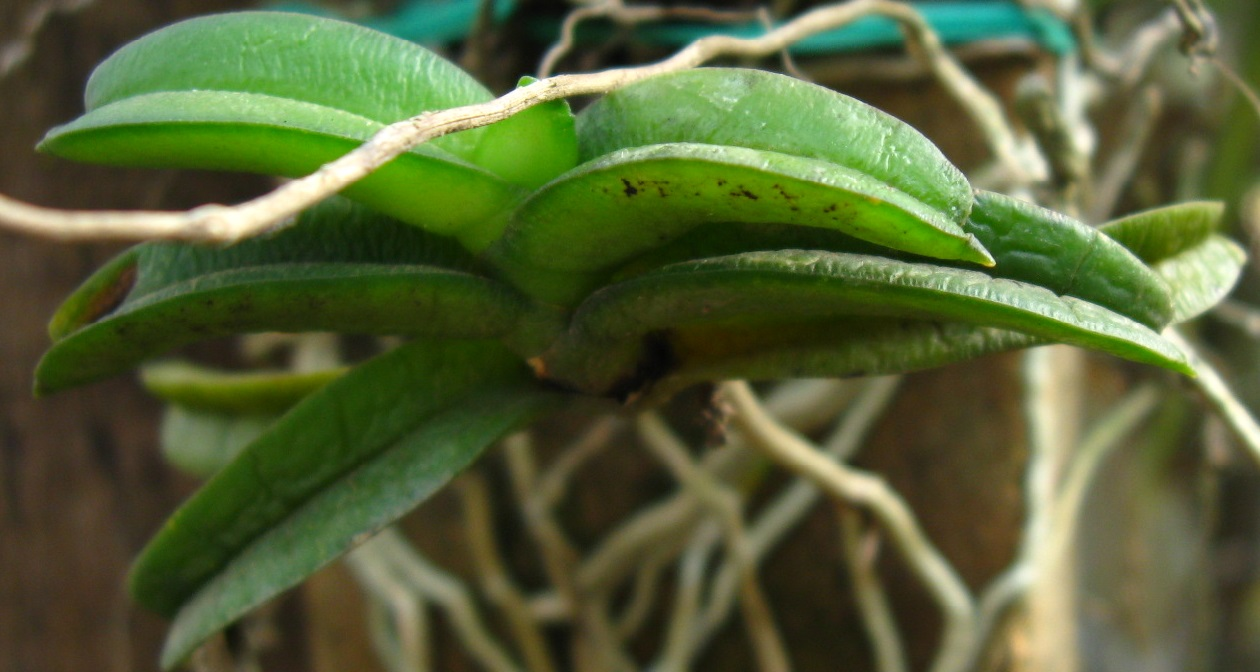
Feuilles.

C'est une herbe épiphyte atteignant 15 cm de hauteur.

## Habitat et écologie
Les forêts humides de basse altitude subtropicales ou tropicales constituent son habitat naturel, qui est menacé. Au Cameroun elle a été observée sur deux sites dans la région du Sud-Ouest, la réserve forestière du Mungo et le sanctuaire de faune sauvage de Banyang-Mbo
La plante est également cultivée à l'université de Wageningue (Pays-Bas) et à l'ombrière de l'École normale supérieure de Yaoundé.